# Novara Calcio 2008-2009
Questa voce raccoglie le informazioni riguardanti il Novara Calcio nelle competizioni ufficiali della stagione 2008-2009.

## Stagione
Nella stagione 2008-2009 il Novara ha disputato il nono campionato di Lega Pro Prima Divisione (Serie C1) della sua storia.

## Divise e sponsor
Lo sponsor tecnico è Nike, mentre lo sponsor ufficiale è Banca Popolare di Novara. Sul petto è riportato il logo del centenario.
| Casa (1ª versione) | Casa (2ª versione) | Trasferta | Terza divisa |

## Organigramma societario
Area direttiva
- Presidente: Carlo Accornero
- Amministratore delegato: Massimo De Salvo
- Direttore generale: Sergio Borgo

Area organizzativa
- Responsabile marketing: Giovanni Surace
- Responsabile comunicazione: Francesca Giusti
- Addetta stampa: Silvia Colombino
- Segretarie: Simona D'Angella e Lorella Matacera

Area tecnica
- Direttore sportivo: Antonio Recchi
- General Manager: Gino Montella
- Allenatore: Egidio Notaristefano
- Allenatore in 2ª: Oreste Didonè
- Preparatore dei portieri: Gianpaolo Spagnulo
- Preparatori atletici: Luigi Asnaghi e Giorgio Rotolo
- Responsabile settore giovanile: Massimo Venturini

Area sanitaria
- Medico sociale: Giorgio Fortina
- Massaggiatore: Lorenzo De Mani

## Rosa
| N. |                   | Ruolo | Calciatore         |
| -- | ----------------- | ----- | ------------------ |
|    | Italia (bandiera) | P     | Gianluca Berti     |
|    | Italia (bandiera) | P     | Giacomo Brichetto  |
|    | Italia (bandiera) | P     | Giacomo Tani       |
|    | Italia (bandiera) | D     | Matteo Centurioni  |
|    | Italia (bandiera) | D     | Francesco Evola    |
|    | Italia (bandiera) | D     | Mavillo Gheller    |
|    | Italia (bandiera) | D     | Elia Legati        |
|    | Italia (bandiera) | D     | Carlalberto Ludi   |
|    | Italia (bandiera) | D     | Tiziano Maggiolini |
|    | Italia (bandiera) | D     | Paolo Morganti     |
|    | Italia (bandiera) | D     | Matteo Perego      |
|    | Italia (bandiera) | D     | Alessio Tombesi    |
|    | Italia (bandiera) | C     | Omar Agnesina      |
|    | Italia (bandiera) | C     | Andrea Amato       |

| N. |                    | Ruolo | Calciatore          |
| -- | ------------------ | ----- | ------------------- |
|    | Italia (bandiera)  | C     | Nicola Brivio       |
|    | Italia (bandiera)  | C     | Massimiliano Brizzi |
|    | Italia (bandiera)  | C     | Roberto Chiappara   |
|    | Italia (bandiera)  | C     | Fabio Gallo         |
|    | Italia (bandiera)  | C     | Fabio Lorenzini     |
|    | Italia (bandiera)  | C     | Luca Matteassi      |
|    | Italia (bandiera)  | C     | Andrea Piraccini    |
|    | Italia (bandiera)  | C     | Filippo Porcari     |
|    | Francia (bandiera) | A     | Laurent Lanteri     |
|    | Italia (bandiera)  | A     | Cristian Bertani    |
|    | Italia (bandiera)  | A     | Luca Piraccini      |
|    | Italia (bandiera)  | A     | Raffaele Rubino     |
|    | Italia (bandiera)  | A     | Davide Sinigaglia   |
|    | Italia (bandiera)  | A     | Valerio Virga       |

## Risultati

### Lega Pro Prima Divisione

#### Girone di andata
| Arbitro: | Ostinelli (Como) |

|                              |           |  |
| Gallo 23’ (rig.) Bertani 62’ | Marcatori |  |

| Arbitro: | Merchiori (Ferrara) |

|           |           |                  |
| Scanu 90’ | Marcatori | 56’ (rig.) Gallo |

| Arbitro: | Bagalini (Fermo) |

|                                   |           |  |
| Bertani 40’ Brizzi 60’ Rubino 72’ | Marcatori |  |

| Lecco 21 settembre 2008, ore 15:00 CEST 4ª giornata | Lecco                        | 0 – 0 | Novara | Stadio Rigamonti Ceppi (1.400 spett.)\| Arbitro: \| Ferraioli (Nocera Inferiore) \| |
| Arbitro:                                            | Ferraioli (Nocera Inferiore) |       |        |                                                                                     |

| Arbitro: | Guida (Torre Annunziata) |

|                |           |                             |
| Sinigaglia 69’ | Marcatori | 13’ Nizzetto 39’, 50’ Bosio |

| Arbitro: | Santonocito (Abbiategrasso) |

|             |           |            |
| Pivotto 14’ | Marcatori | 38’ Rubino |

| Arbitro: | La Mura (Nocera Inferiore) |

|                            |           |             |
| Centurioni 43’ Bertani 46’ | Marcatori | 65’ Maschio |

| Arbitro: | Paparazzo (Catanzaro) |

|  |           |            |
|  | Marcatori | 90’ Rubino |

| Arbitro: | Donati (Ravenna) |

|                           |           |             |
| Rubino 39’ Sinigaglia 64’ | Marcatori | 90’ Drascek |

| Arbitro: | Giancola (Vasto) |

|           |           |                  |
| Motta 33’ | Marcatori | 42’ (rig.) Gallo |

| Arbitro: | Pizzi (Saronno) |

|             |           |             |
| Bertani 50’ | Marcatori | 10’ Tarallo |

| Arbitro: | Baratta (Salerno) |

|                                      |           |                |
| Tiboni 19’ Bellavista 23’ Parolo 38’ | Marcatori | 12’ Sinigaglia |

| Arbitro: | Bellutti (Trento) |

|                        |           |          |
| Bertani 27’ Rubino 45’ | Marcatori | 3’ Cuffa |

| Ferrara 30 novembre 2008, ore 14:30 UTC+1 14ª giornata | SPAL                         | 0 – 0 | Novara | Stadio Paolo Mazza (3.500 spett.)\| Arbitro: \| Del Giovane (Albano Laziale) \| |
| Arbitro:                                               | Del Giovane (Albano Laziale) |       |        |                                                                                 |

| Arbitro: | De Faveri (San Donà di Piave) |

|              |           |               |
| Matteassi 5’ | Marcatori | 74’ Lambrughi |

| Arbitro: | Cafari Panico (Cassino) |

|  |           |                  |
|  | Marcatori | 61’ (rig.) Gallo |

| Arbitro: | Zonno (Bari) |

|             |           |              |
| Gheller 90’ | Marcatori | 23’ Pesaresi |

#### Girone di ritorno
| Arbitro: | Ruini (Reggio Emilia) |

|  |           |             |
|  | Marcatori | 71’ Bertani |

| Arbitro: | Doveri (Roma) |

|            |           |                   |
| Rubino 52’ | Marcatori | 39’, 62’ Iacopino |

| Arbitro: | Liotta (Caltanissetta) |

|            |           |  |
| Jidayi 28’ | Marcatori |  |

| Arbitro: | Cervellera (Taranto) |

|           |           |                |
| Rubino 2’ | Marcatori | 37’ D'Ambrosio |

| Arbitro: | Vallesi (Ascoli Piceno) |

|                            |           |  |
| F. Virdis 40’ Lombardo 45’ | Marcatori |  |

| Arbitro: | Meli (Parma) |

|                     |           |                  |
| Sinigaglia 47’, 57’ | Marcatori | 19’, 69’ Curiale |

| Reggio Emilia 1º marzo 2009, ore 14:30 CEST 24ª giornata | Reggiana        | 0 – 0 | Novara | Stadio Giglio (2.600 spett.)\| Arbitro: \| Magno (Catania) \| |
| Arbitro:                                                 | Magno (Catania) |       |        |                                                               |

| Arbitro: | Viti (Campobasso) |

|                        |           |              |
| Rubino 42’ Bertani 80’ | Marcatori | 39’ Do Prado |

| Arbitro: | Zanichelli (Genova) |

|                                |           |                       |
| Cardinale 75’, 89’ Morelli 90’ | Marcatori | 53’ (rig.) Sinigaglia |

| Arbitro: | La Mura (Nocera Inferiore) |

|            |           |           |
| Rubino 46’ | Marcatori | 89’ Đurić |

| Crema 5 aprile 2009, ore 15:00 CEST 28ª giornata | Pergocrema       | 0 – 0 | Novara | Stadio Giuseppe Voltini (1.300 spett.)\| Arbitro: \| Bolano (Livorno) \| |
| Arbitro:                                         | Bolano (Livorno) |       |        |                                                                          |

| Arbitro: | Nasca (Bari) |

|                |           |             |
| Sinigaglia 16’ | Marcatori | 78’ Rantier |

| Arbitro: | Peretti (Verona) |

|  |           |             |
|  | Marcatori | 73’ Bertani |

| Arbitro: | Ostinelli (Como) |

|  |           |          |
|  | Marcatori | 87’ Arma |

| Arbitro: | Di Paolo (Avezzano) |

|                    |           |  |
| Valtulina 38’, 55’ | Marcatori |  |

| Arbitro: | Bindoni (Venezia) |

|                                        |           |               |
| Lanteri 50’ Centurioni 59’ Bertani 88’ | Marcatori | 13’ Dal Bosco |

| Arbitro: | M. Russo (Milano) |

|                     |           |  |
| Coda 6’ Temelin 87’ | Marcatori |  |

### Coppa Italia
| Arbitro: | Massa (Imperia) |

|                                |           |                  |
| Sinigaglia 29’, 60’ Rubino 31’ | Marcatori | 63’ R. Innocenti |

| Arbitro: | Baracani (Firenze) |

|                                  |           |  |
| Tavano 8’ Diamanti 65’ Volpe 82’ | Marcatori |  |

### Coppa Italia Lega Pro

#### Turni preliminari
| Arbitro: | Gallione (Alessandria) |

|                                                                         |           |                     |
| Matteassi 32’ Maggiolini 34’ Chiappara 45’ (rig.) L. Piraccini 66’, 87’ | Marcatori | 4’ Abate 77’ Ebagua |

| Arbitro: | Trentalange (Nichelino) |

|                                                          |           |                                  |
| L. Piraccini 31’ Gallo 63’ Chiappara 113’ Matteassi 115’ | Marcatori | 14’, 100’ Moretti 40’ Fiumicelli |

#### Triangolare
| Arbitro: | Peretti (Verona) |

|                                   |           |                   |
| L. Piraccini 30’ Gallo 77’ (rig.) | Marcatori | 6’ Scanu 55’ Samb |

| Arbitro: | Ceccarelli (Terni) |

|            |           |                                       |
| Filosi 83’ | Marcatori | 34’ Rubino 54’ Gallo 78’ L. Piraccini |

#### Semifinali
| Arbitro: | Bagalini (Fermo) |

|             |           |  |
| Temelin 49’ | Marcatori |  |

| Arbitro: | Pizzi (Saronno) |

|                  |           |              |
| L. Piraccini 73’ | Marcatori | 116’ Argilli |

## Statistiche

### Statistiche di squadra
| Competizione             | Punti | In casa | In casa | In casa | In casa | In casa | In casa | In trasferta | In trasferta | In trasferta | In trasferta | In trasferta | In trasferta | Totale | Totale | Totale | Totale | Totale | Totale | DR |
| Competizione             | Punti | G       | V       | N       | P       | Gf      | Gs      | G            | V            | N            | P            | Gf           | Gs           | G      | V      | N      | P      | Gf     | Gs     | DR |
| ------------------------ | ----- | ------- | ------- | ------- | ------- | ------- | ------- | ------------ | ------------ | ------------ | ------------ | ------------ | ------------ | ------ | ------ | ------ | ------ | ------ | ------ | -- |
| Lega Pro Prima Divisione | 46    | 17      | 7       | 7       | 3       | 27      | 19      | 17           | 4            | 6            | 7            | 9            | 17           | 34     | 11     | 13     | 10     | 36     | 36     | 0  |
| Coppa Italia             |       | 1       | 1       | 0       | 0       | 3       | 1       | 1            | 0            | 0            | 1            | 0            | 3            | 2      | 1      | 0      | 1      | 3      | 4      | -1 |
| Coppa Italia Lega Pro    |       | 4       | 2       | 2       | 0       | 12      | 8       | 2            | 1            | 0            | 1            | 3            | 2            | 6      | 3      | 2      | 1      | 15     | 10     | +5 |
| Totale                   | -     | 22      | 10      | 9       | 3       | 42      | 28      | 20           | 5            | 6            | 9            | 12           | 22           | 42     | 15     | 15     | 12     | 54     | 50     | +4 |

### Statistiche dei giocatori
| Giocatore     | Lega Pro Prima Divisione | Lega Pro Prima Divisione | Lega Pro Prima Divisione | Lega Pro Prima Divisione | Coppa Italia | Coppa Italia | Coppa Italia | Coppa Italia | Coppa Italia Lega Pro | Coppa Italia Lega Pro | Coppa Italia Lega Pro | Coppa Italia Lega Pro | Totale   | Totale | Totale      | Totale     |
| Giocatore     | Presenze                 | Reti                     | Ammonizioni              | Espulsioni               | Presenze     | Reti         | Ammonizioni  | Espulsioni   | Presenze              | Reti                  | Ammonizioni           | Espulsioni            | Presenze | Reti   | Ammonizioni | Espulsioni |
| ------------- | ------------------------ | ------------------------ | ------------------------ | ------------------------ | ------------ | ------------ | ------------ | ------------ | --------------------- | --------------------- | --------------------- | --------------------- | -------- | ------ | ----------- | ---------- |
| O. Agnesina   | 1                        | 0                        | 0                        | 0                        | -            | -            | -            | -            | -                     | -                     | -                     | -                     | 1        | 0      | 0           | 0          |
| A. Amato      | -                        | -                        | -                        | -                        | -            | -            | -            | -            | 3                     | 0                     | 0                     | 0                     | 3        | 0      | 0           | 0          |
| C. Bertani    | 30                       | 10                       | 2                        | 0                        | -            | -            | -            | -            | 2                     | 0                     | 0                     | 0                     | 32       | 10     | 2           | 0          |
| G. Berti      | 1                        | -1                       | 1                        | 0                        | -            | -            | -            | -            | 1                     | -1                    | 0                     | 0                     | 2        | -2     | 1           | 0          |
| G. Brichetto  | 33                       | -35                      | 2                        | 0                        | 2            | -4           | 0            | 0            | 4                     | -5                    | 0                     | 0                     | 39       | -44    | 2           | 0          |
| N. Brivio     | 1                        | 0                        | 0                        | 0                        | -            | -            | -            | -            | -                     | -                     | -                     | -                     | 1        | 0      | 0           | 0          |
| M. Brizzi     | 22                       | 1                        | 3                        | 0                        | 2            | 0            | 0            | 0            | 6                     | 0                     | 1                     | 0                     | 30       | 1      | 4           | 0          |
| M. Centurioni | 23                       | 2                        | 2                        | 0                        | 2            | 0            | 0            | 0            | 2                     | 0                     | 1                     | 0                     | 27       | 2      | 3           | 0          |
| R. Chiappara  | 21                       | 0                        | 6                        | 1                        | 2            | 0            | 0            | 0            | 4                     | 2                     | 2                     | 0                     | 27       | 2      | 8           | 1          |
| F. Evola      | 29                       | 1                        | 3                        | 0                        | 1            | 0            | 0            | 0            | 5                     | 0                     | 1                     | 0                     | 35       | 1      | 4           | 0          |
| F. Gallo      | 22                       | 4                        | 4                        | 2                        | 2            | 0            | 0            | 0            | 5                     | 2                     | 0                     | 0                     | 29       | 6      | 4           | 2          |
| M. Gheller    | 15                       | 1                        | 2                        | 1                        | 2            | 0            | 2            | 0            | 4                     | 0                     | 1                     | 0                     | 21       | 1      | 5           | 1          |
| L. Lanteri    | 9                        | 1                        | 0                        | 1                        | -            | -            | -            | -            | 1                     | 0                     | 0                     | 0                     | 10       | 1      | 0           | 1          |
| E. Legati     | 13                       | 0                        | 5                        | 1                        | -            | -            | -            | -            | 1                     | 0                     | 0                     | 0                     | 14       | 0      | 5           | 1          |
| F. Lorenzini  | 17                       | 0                        | 4                        | 0                        | 1            | 0            | 0            | 0            | 4                     | 0                     | 1                     | 1                     | 22       | 0      | 5           | 1          |
| C. Ludi       | 29                       | 0                        | 9                        | 0                        | 2            | 0            | 0            | 0            | 3                     | 0                     | 0                     | 0                     | 34       | 0      | 9           | 0          |
| T. Maggiolini | 27                       | 0                        | 5                        | 1                        | 2            | 0            | 0            | 1            | 5                     | 1                     | 2                     | 0                     | 34       | 1      | 7           | 2          |
| L. Matteassi  | 23                       | 1                        | 7                        | 1                        | 2            | 0            | 1            | 0            | 4                     | 2                     | 1                     | 0                     | 29       | 3      | 9           | 1          |
| P. Morganti   | 17                       | 0                        | 2                        | 0                        | -            | -            | -            | -            | 4                     | 0                     | 0                     | 0                     | 21       | 0      | 2           | 0          |
| M. Perego     | 2                        | 0                        | 0                        | 1                        | -            | -            | -            | -            | 3                     | 0                     | 0                     | 0                     | 5        | 0      | 0           | 1          |
| A. Piraccini  | 2                        | 0                        | 0                        | 0                        | -            | -            | -            | -            | -                     | -                     | -                     | -                     | 2        | 0      | 0           | 0          |
| L. Piraccini  | 12                       | 0                        | 1                        | 0                        | 1            | 0            | 0            | 0            | 6                     | 6                     | 0                     | 0                     | 19       | 6      | 1           | 0          |
| F. Porcari    | 31                       | 1                        | 10                       | 0                        | 2            | 0            | 0            | 0            | 3                     | 0                     | 1                     | 0                     | 36       | 1      | 11          | 0          |
| R. Rubino     | 31                       | 9                        | 1                        | 0                        | 2            | 1            | 0            | 0            | 5                     | 1                     | 1                     | 0                     | 38       | 11     | 2           | 0          |
| D. Sinigaglia | 28                       | 6                        | 6                        | 0                        | 2            | 2            | 1            | 0            | 5                     | 0                     | 0                     | 0                     | 35       | 8      | 7           | 0          |
| G. Tani       | -                        | -                        | -                        | -                        | -            | -            | -            | -            | 1                     | -3                    | 0                     | 0                     | 1        | -3     | 0           | 0          |
| A. Tombesi    | 26                       | 0                        | 8                        | 0                        | 1            | 0            | 0            | 0            | 2                     | 0                     | 1                     | 0                     | 29       | 0      | 9           | 0          |
| V. Virga      | 6                        | 0                        | 0                        | 0                        | -            | -            | -            | -            | 1                     | 0                     | 0                     | 0                     | 7        | 0      | 0           | 0          |